# OpenNTPD
OpenNTPD est une implémentation libre du protocole Network Time Protocol. Il offre la possibilité de synchroniser l'horloge locale à des serveurs NTP distants et peut servir lui-même de serveur NTP, redistribuant ainsi l'horloge locale.
OpenNTPD est développé par l'équipe du projet OpenBSD. Le logiciel est librement utilisable et réutilisable par tous, sous une licence BSD. On note deux distributions, une spécifique à OpenBSD ainsi qu'une autre dont le code est portable et peut donc être utilisée par d'autres environnements. Cette version se différencie par la présence d'un "p" suivi d'un chiffre à la fin du numéro de version.